# NetWare Core Protocol
Los NetWare Core Protocols (o protocolos NCPs) son un conjunto de llamadas primitivas a servicios que se encargan de convertir las operaciones de alto nivel que realiza el usuario en peticiones que se envían por la red a través de los protocolos de capas inferiores. 

## Origen
Todos los protocolos de la arquitectura de Novell anteriores se encargaban principalmente de proveer acceso a la red y comunicación con otras estaciones y servidores. Además de esta función, se hizo necesario un mecanismo que tradujese las órdenes de las aplicaciones de usuario en solicitudes y respuestas a servidores y estaciones.

## Clasificación
Los NCPs se dividen en varias categorías, dependiendo de la función que realicen. Algunos de los más importantes son los siguientes:
- NCPs AFP: permiten crear, modificar y eliminar directorios y archivos de formato Apple Macintosh en un servidor Novell NetWare.
- NCPs Bindery: se utilizan para gestionar los objetos relacionados con la administración de seguridad y permisos Novell.
- NCPs de conexión: permiten crear, mantener y liberar conexiones entre estaciones cliente y servidores.
- NCPs de migración de datos: se utilizan para colocar archivos desde o hacia dispositivos de almacenamiento masivo (CD-ROM, cintas, etc.) con el fin de reducir el espacio ocupado en los volúmenes de los servidores.
- NCPs del sistema de archivos: se utilizan para manipular (crear, modificar, etc.) y obtener información (nombre, permisos de acceso, tamaño, etc.) sobre ficheros, directorios y volúmenes.
- NCPs de mensaje: sirven para enviar mensajes de difusión por la red, con el objetivo de obtener estaciones y servidores conectados, servicios ofrecidos, etc.
- NCPs de impresión: permiten la utilización de los servidores de impresión en Novell.

Cada rutina del conjunto de NCPs se conoce como un NCP individual, y se identifica con un número comprendido entre "01" y "131", aunque existen determinados números de servicios NCP que tiene también subdivisiones.